# Cylindromyia atricauda
Cylindromyia atricauda là một loài ruồi trong họ Tachinidae.